# Bundesstraße 77
De Bundesstraße 77 (ook wel B77) is een bundesstraße in de Duitse deelstaat Sleeswijk-Holstein. De weg begint in Schleswig en loopt verder langs de steden Rendsburg, Itzehoe en verder naar Breitenburg. Ze is ongeveer 70 kilometer lang.

## Routebeschrijving
De B77 begint in Schleswig op de afrit Schleswig-Süd van de B76.en loopt door Jagel naar Rendsburg. waar de  B203 kruist en ze samenloopt met B202 tot bij afrit Rendsburg-Süd. De B77 is tussen Rendsburg en Jevenstadt  een vierbaans autoweg. De B77 loopt langs Jevenstedt en door Hohenwestedt, waar de B430 kruist. Ze eindigt in  Itzehoe op een kruising met de B206.
B1 · B2 · B4 · B5 · B75 · B76 · B77 · B87 · B96 · B96a · B96b · B97 · B101 · B102 · B103 · B104 · B105 · B106 · B107 · B108 · B109 · B110 · B111 · B112 · B112n · B113 · B115 · B122 · B156 · B158 · B166 · B167 · B168 · B169 · B179 · B182 · B183 · B187 · B188 · B189 · B190n · B191 · B192 · B193 · B194 · B195 · B196 · B197 · B198 · B199 · B200 · B201 · B202 · B203 · B204 · B205 · B206 · B207 · B208 · B209 · B246 · B320 · B321 · B404 · B430 · B431 · B432 · B434 · B435 · B495 · B501 · B502 · B503